# Високовакулівська сільська рада
Високовакулівська сільська рада — колишній орган місцевого самоврядування у Козельщинському районі Полтавської області з центром у селі Висока Вакулівка.

## Населені пункти
Сільраді були підпорядковані населені пункти:
- c. Висока Вакулівка
- с. Довге
- с. Мар'янівка
- с. Юрівка